# Andramasina
Andramasina – miejscowość i gmina (kaominina), będące stolicą dystryktu Andramasina, w regionie Analamanga na Madagaskarze.

## Geografia
Miejscowość położona jest około 30 km na południe od Antananarywy, nad rzeką Sisaony. Dochodzi tu droga Route d'Andramasina, która łączy miejscowość z drogą N7 w Tsiafahy.

## Demografia i ekonomia
W 2001 roku oszacowano liczbę jego mieszkańców na 14 088. 75% ludności pracującej trudni się rolnictwem, a 20% hodowlą. Główną rośliną uprawną jest tu ryż. Ponadto uprawia się maniok i fasolę. 5% zatrudnionych było w usługach.